# トスタン
トスタン (Tostão) こと、エドゥアルド・ゴンサウヴェス・デ・アンドラーデ（Eduardo Gonçalves de Andrade、1947年1月25日 - ）は、ブラジル・ミナスジェライス州ベロオリゾンテの元サッカー選手。ポジションはフォワード。「Tostão」は「小さな硬貨」を意味する。

## 経歴
クルゼイロECで点取り屋として活躍し、ブラジル代表にも選出。1966年に出場したイングランド大会では結果はグループステージ敗退だったものの、ペレとのコンビでその素質を魅せつけ、「白いペレ」と呼ばれるようになった。
1969年、国内リーグでの対コリンチャンス戦において顔面にボールが直撃し、網膜剥離を起こすアクシデントに見舞われた。視力の低下によりプレーに支障が出始めたものの、1970年のW杯メキシコ大会に再び代表メンバーとして出場し、ペレ、リベリーノ、ジェルソン、ジャイルジーニョ、クロドアウドといった仲間に恵まれたこともあって、栄冠を勝ち得た。
1973年、再び眼を負傷する不運に遭い、26歳で現役を引退した。
9シーズンの間所属したクルゼイロでは全378試合に出場し249得点。6度の州選手権優勝（うち5連覇を含む）、個人では3度のシーズン得点王に輝いており、名実共にクルゼイロの英雄としてクラブの歴史に名を刻んでいる。
引退後はしばらくサッカーから離れ、内科医として第2の人生を歩んでいたが、近年はジャーナリスト・解説者として度々各メディアに顔を出している。

## 代表歴
- 1966年 - 1972年 ブラジル代表
  - 代表デビュー ‐ 1966年5月15日
  - 代表通算 - 65試合出場 35得点
  - 1966年 - FIFAワールドカップ
  - 1970年 - FIFAワールドカップ (優勝)

## タイトル

### クラブ
クルゼイロEC
- カンピオナート・ブラジレイロ・セリエA：1966
- カンピオナート・ミネイロ：1965, 1966, 1967, 1968, 1969

### 代表
ブラジル代表
- FIFAワールドカップ：1970

### 個人
- 20世紀の偉大なサッカー選手100人 53位 (ワールドサッカー誌選出 1999)